# عباس قاسم
عباس قاسم (15 يناير 1991 العراق - ) هو لاعب كرة قدم عراقي يلعب كمدافع مع نادي الزوراء.ولد في منطقة الشعلة في بغداد.

## وصلات خارجية
- عباس قاسم على موقع قاعدة بيانات كرة القدم.إي يو (الإنجليزية)
- عباس قاسم على موقع ناشيونال فوتبول تيمز (الإنجليزية)
- عباس قاسم على موقع Soccerway.com (الإنجليزية)